# Pseudapistosia gigas
Pseudapistosia gigas là một loài bướm đêm thuộc phân họ Arctiinae, họ Erebidae.